# Divisione di Prayagraj
La divisione di Prayagraj, già divisione di Allahabad, è una divisione dello stato federato indiano dell'Uttar Pradesh, di 11 269 450 abitanti. Il suo capoluogo è Prayagraj.
La divisione comprende i distretti di Prayagraj, Fatehpur e Kaushambi, Pratapgarh.